# Ольховая (река, впадает в Берингово море)
Ольхова́я — река на полуострове Камчатка в России.Длина реки — 54 км. Площадь водосборного бассейна — 352 км².
Протекает по территории Усть-Камчатского района Камчатского края. Впадает в Берингово море.

## Данные водного реестра
По данным государственного водного реестра России относится к Анадыро-Колымскому бассейновому округу.
Код водного объекта в государственном водном реестре — 19060000312120000012073.